# Affirmative Repositioning
Affirmative Repositioning (AR) (in Anlehnung an Affirmative Action) ist eine radikale politische Partei in Namibia. Sie stellte im Juli 2023 einen Antrag bei der Namibischen Wahlkommission zur Anerkennung als Partei, der im Juni 2024 genehmigt wurde. Bis dahin war sie eine Bürgervereinigung.
AR wurde 2014 von Job Amupanda, Dimbulukeni Nauyoma und George Kambala gegründet. Alle drei hatten zuvor hochrangige Positionen in der Jugendliga der Regierungspartei SWAPO inne.
Ziel von AR ist die sozioökonomische Neuausrichtung des Landes zum Wohle der Massen. Die AR nimmt eine streng anti-koloniale Position ein und hat die Landreform zu ihrem Hauptthema gemacht. Diese solle zur Not auch mit Gewalt durchgeführt werden. Im Juli 2015 wurde hierzu ein Konzeptpapier zum Massenwohnungsbau und der Landverteilung vorgestellt. Insbesondere seit 2018 widmet sich der AR auch anderen Themen, darunter dem Mieterschutz.

## Wahlergebnisse
AR hatte im Juli 2020 eine Teilnahme an den Kommunalwahlen im November 2020 angekündigt. Bei diesen gewann die AR zwei Sitze im Stadtrat der Hauptstadt Windhoek und stellte von Dezember 2020 bis Dezember 2021 mit Job Amupanda den Bürgermeister.

### Parlament
| Parlamentswahl | Stimmenanteile | Sitze |
| -------------- | -------------- | ----- |
| 2024           | 6,61 %         | 6/96  |

### Präsident
| Präsidentschaftswahl | Kandidat     | Stimmen | Stimmenanteil |
| -------------------- | ------------ | ------- | ------------- |
| 2024                 | Job Amupanda | 19.676  | 1,77 %        |

### Kommunen
| Kommunalwahl | Sitze  | Sitze    |
| Kommunalwahl | Gesamt | Windhoek |
| ------------ | ------ | -------- |
| 2020         | 2/345  | 2/15     |